# Corbu (Harghita)
Corbu es una comuna ubicada en el distrito de Harghita, Rumania. La población está a una altitud de aproximadamente 693 m (2,274 pies), entre las montañas Bistrița y Giurgeu. El río Bistricioara y sus afluentes atraviesan la comuna.

## Superficie
Cuenta con una superficie de 170,7 kilómetros cuadrados.

## Demografía
Hasta 2021 la población era de 1282 habitantes, con una densidad de población de 7,509 habitantes por kilómetro cuadrado.